# ГЕС Xiǎoguānzi
ГЕС Xiǎoguānzi (小关子水电站) — гідроелектростанція у центральній частині Китаю в провінції Сичуань. Знаходячись між ГЕС Bǎoxìng (вище по течії) та ГЕС Тонгтоу, входить до складу каскаду на річці Bǎoxìng — верхній течії Qingyi, яка приєднується ліворуч до Дадухе незадовго до впадіння останньої праворуч до Міньцзян (велика ліва притока Янцзи).
В межах проекту річку перекрили бетонною греблею висотою 20 метрів та довжиною 151 метр, яка утримує невелике водосховище з об'ємом 979 тис. м3 (корисний об'єм 651 тис. м3) та припустимим коливанням рівня поверхні у операційному режимі між позначками 985 та 990 метрів НРМ.  
Зі сховища ресурс транспортується по дериваційній трасі довжиною біля 6,5 км, котра спершу прямує через лівобережний гірський масив, після чого перетинає річку по акведуку.
Основне обладнання станції становлять чотири турбіни типу Френсіс потужністю по 40 МВт, які використовують напір від 133 до 152 метрів та забезпечують виробництво 823 млн кВт-год електроенергії на рік.